# お年玉

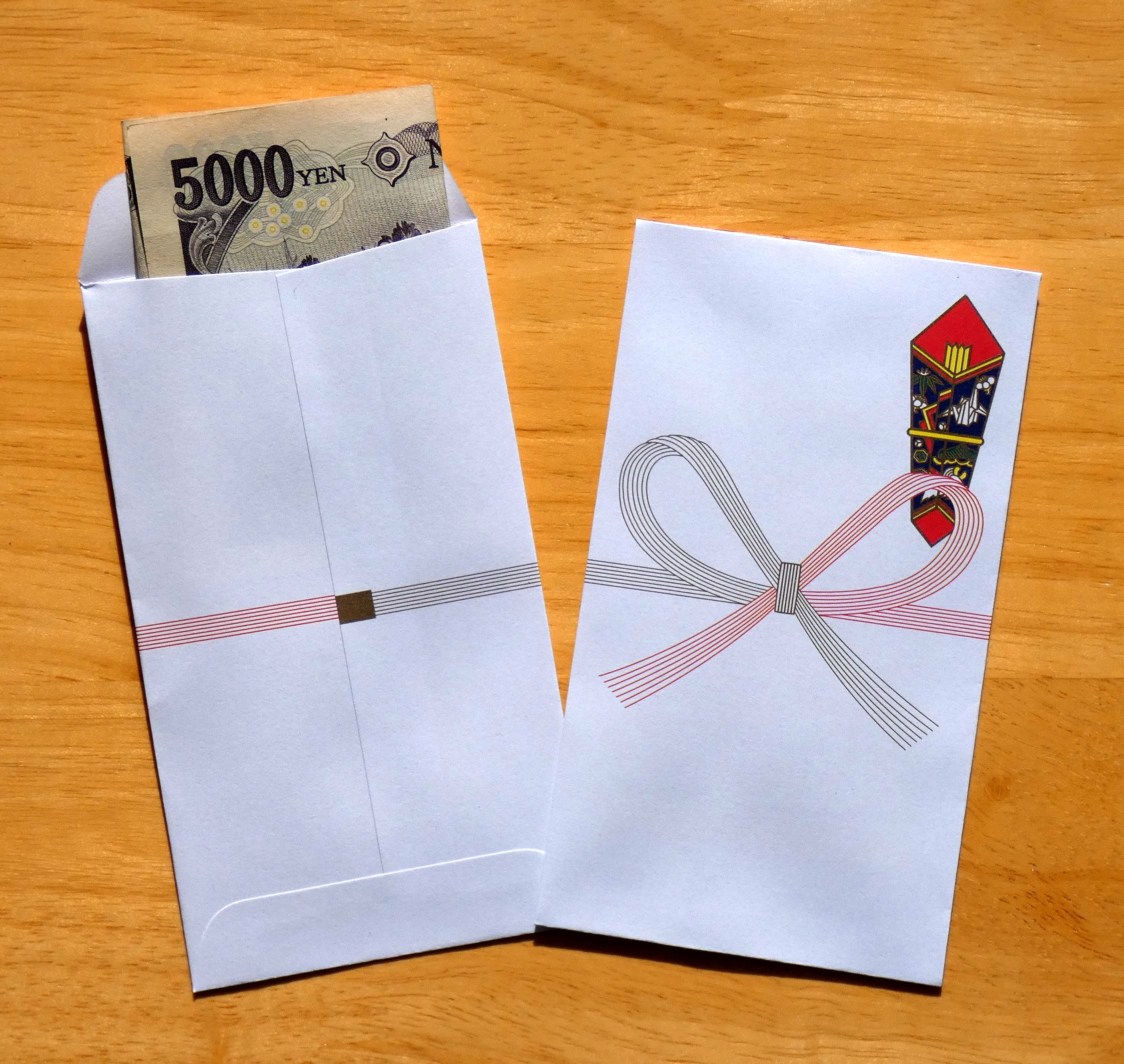
日本のお年玉袋

お年玉（おとしだま、御年玉）は、新年を祝うために贈られる金品のこと。単に年玉（としだま）ともいう。現代では特に子供に金銭を与える習慣及びその金銭の意で用いられている。歳暮と異なり、目上の者が目下の者に贈るのが特徴。反対に、目下の者が目上の者に贈る場合はお年賀（御年賀）という。

## 概要
お年玉の語源は、正月に歳神（年神）を迎えるために供えられた、丸い鏡餅（=歳神（年神）の霊魂が宿った依り代、歳神（年神）の象徴）が、家長によって子供に分け与えられ、その餅が「御歳魂（おとしだま）」と呼ばれたことから、とする説がある。つまり、その年を、1年間を、生きるために必要な、歳神（年神）の霊魂=生命を、子供に分け与えることで、（強い生命力には、魔=災厄を退ける力がある）、子供の無事な成長を願う、宗教的な意味がある。また、これを年のありがたい賜物（たまもの）であるとして「年賜（としだま）」と呼ばれたことから、とする説もある。なお、「トシ」は「稲や稲の実り」を意味する語でもあり、歳神（年神）は豊穣神でもある。
お年玉の習慣は中世にまでさかのぼり、主として武士は太刀を、町人は扇を、医者は丸薬を贈った。
現代のように現金を渡すのが一般的になったのは、昭和30年代（1955年 - ）以降だとされている。
これは、経済成長とともに農村社会が解体され都市生活者となり、稲（米）や餅を作らなくなった代わりだともされている。
また、昔は正月に子供に玩具を与えており、お金は玩具の代わり=玩具代だとする説もある。
または、この場合、お金が鏡餅と同じ意味・機能を果たしているとも考えられる。
例えるなら、稲（餅米）が昨年の収入、鏡餅が家産の集合体、お年玉（=砕いた鏡餅の断片）が家産からの財産分与、ということになる。

## 日本国以外のお年玉

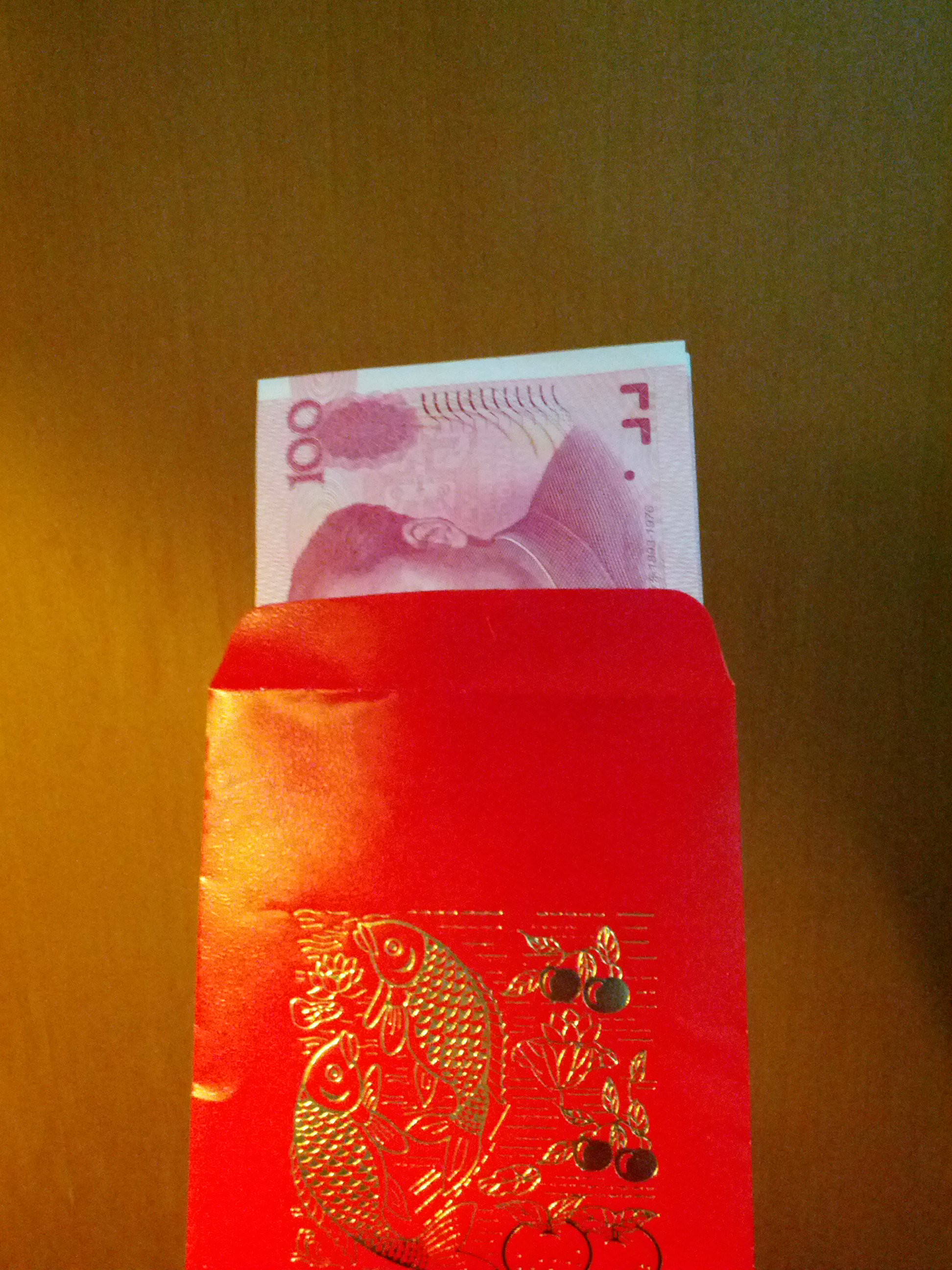
「圧歳銭」：中国のお年玉

正月（旧正月）に子供に金銭などを与える風習はアジア諸国でも見られる。中国では貨幣に呪術的な力があると信じられていた。漢代以降には一種のお守りとして、子供に「圧勝銭（厭勝銭）」と呼ばれる貨幣を持たせる風習があった。また、清代に著された『燕京歳時記』には、北京に見られる風俗としてお年玉に関する記述がある。現代のお年玉は、この風習の延長線上にあるものと考えられている。紅包（ホンバオ）は、中国の春節(日本的には旧正月)で行われる赤い封筒にお金を入れ、お年玉やお祝儀として送られる習慣である。
現代のお年玉は「圧歳銭」と呼ばれるが、これは中国語で「歳」と「祟」が同じ発音であり、年始に大人が子供に金銭などを与えることで子供を襲う祟りが抑えられ、その一年を平穏無事に過ごすことができるという民間信仰から来ている。また、中国や華僑の間では、大人が大人にお金を送る利是（励事、広東語：ライシー lai6si6）という風習がある。
韓国では「セベットン」（朝鮮語 : 세뱃돈、歳拝金）と言うお年玉がある。歴史的には、年が上の者に拝む（土下座）（세배 / 歲拜）服従行為をする事を前提にお金が付与されるのである。
イスラム圏では、イーディ（Eidi、Eidiyya、イデッヤ）を年に2回の祝日（イード・アル＝フィトル、イード・アル＝アドハー）に子供や配偶者へ金銭などを送る習慣がある。

## お盆玉
お年玉に類似のものとして、現代において帰省を行うお盆の時期に孫を持つ高齢者が孫に対する贈り物として普及している。初出は2010年とされ関東・甲信越地方を中心にお盆玉袋が販売された。2013年より郵便局が取扱を開始したことを期に全国の子供がもらえるようになった。

## 税制
ある芸能事務所は、会社の社長が所属するタレントに配る、お年玉の経費を交際費として計上していたが、2022年、東京国税局は社長が会社の報酬から個人的に支出したもので経費には当たらないと判断して認めず、追徴課税を行った例がある。